# خالد أحمد المصطفى حسين
خالد بكداش أحمد المصطفى حسين (23 أبريل 1957 - 30 يوليو 2018) هو مؤلف وكاتب تلفزيوني وملحن وعالم مسلم سوداني.

## حياته ونشأته
من مواليد مدينة الحصاحيصا بولاية الجزيرة مولود في 22 رمضان 1376 هـ الموافق 23 أبريل 1957. من قبيلة الدباسيين، كان مقيمًا بالإمارات العربية المتحدة.
- درس المرحلة الابتدائية بمدرسة الحصاحيصا الغربية (1964) ومدرسة حلة حمد الأولية 2 بالخرطوم بحري (1967)
- درس المرحلة المتوسطة بمدرسة بحري الاهلية الحكومية (1969) ثم مدرسة الكباشي الثانوية العامة (1974)
- ودرس المرحلة الثانوية بمدرسة محمد حسين الثانوية العليا بأم درمان (1975)
- درس ولم يكمل الاقتصاد القياسي بكلية الاقتصاد جامعة الخرطوم (1978)
- نال شهادة الدكتوراه التقديريه من الجامعة الامريكيه بالاردن (2014)

## مسيرته
- عمل بمهنة الصحافة والنشاطات الإسلامية والتصوفية
- له قناة فضائية على القمر الصناعي نايلسات متخصصة في بث مدائحه
- ساهم في تاسيس اذاعة الكوثر في السودان لتعظيم النبي صلى الله عليه وسلم

## مؤلفاته
- شاعر مادح للنبي صلى الله عليه وسلم وله ديوان مطبوع باسم القمر الهاشمي[3]
- له ديوان شعر آخر في المدح النبوي وتحت الاعداد باسم جمال الكون[4]

مؤلف له تسعة كتب في السيرة النبوية وهي:
- تعظيم النبي صلى الله عليه وسلم
- شرف المصطفى صلى الله عليه وسلم
- محبة النبي صلى الله عليه وسلم
- وصف النبي صلى الله عليه وسلم
- خواص وكرائم النبي صلى الله عليه وسلم
- بنو هاشم
- الكعبة المشرفة
- بئر زمزم

## أعماله
- كتب قصة وسيناريو وحوار مسلسل غزوة بدر، بطولة أحمد ماهر والذي تم إنتاجه في مصر
- كتب قصة فيلم المولد رحمة للعالمين والذي تم إنتاجه في سوريا، ومن إخراج نجدة انزور
- قام بالمشاركة في مراجعة وتصحيح مسلسل قمر بني هاشم أضخم إنتاج عالمي في السيرة النبوية المشرفة
- له نص درامي مكتوب لفيلم بعنوان شمس الحجاز ولم يتم انتاجه بعد

### تلحين
شارك في تلحين قصائده 30 ملحنا من السودان:
الاساتذة عبد اللطيف ود الحاوي وعبد الرحيم علي الحسن ويوسف القديل والهادي الجبل وناصر عبد العزيز والشافعي شيخ ادريس وعمر القصاص ومبارك محمد علي وياسر فانتا ومحمد حسن إبراهيم وعصام درماس وسيف ليكو وأحمد العبيد ومعتز صباحي وعصام محمد نور وسيف الجامعة وجمال فرفور وهشام عثمان وعاصم البنا وسامي عبد الواحد وأحمد بورسودان ومحمد الخاتم وود البكري.
ومن خارج السودان لحن قصائده:
أسامة شيخ خالد من سوريا ومنير حمودي من الجزائر ومن مصر لحن له محمود صادق ووائل عوض ومحمد مصطفى وتامر نور وخالد رمزي.